# 天主教碧瑶教区
天主教碧瑶教區 （拉丁語：Dioecesis Baghiopolitana）是菲律賓一個羅馬天主教教區，屬新塞哥維亞總教區，位於呂宋島西北部本格特省。
2006年有教友416,000人、26個堂區、40名司鐸。其座堂是贖罪之母座堂。
1932年7月15日設高山省監牧區，1948年6月10日升為代牧區，1992年7月6日易名。2004年6月24日升為教區。現任主教為卡利托·森松。